# Aborto en Oaxaca
La Interrupción Legal del Embarazo en Oaxaca refiere al status legal que tiene la llamada ILE en ese estado mexicano, donde el aborto inducido está totalmente despenalizado y legalizado, desde septiembre de 2019, a petición de cualquier mujer gestante en la entidad hasta la duodécima semana; además de las causales de violación, imprudencial, peligro de muerte, daño a la salud, alteración al producto y fecundación asistida indebida.
Oaxaca es la segunda entidad federativa de México en despenalizar y legalizar el aborto electivo, dos años antes de las jurisprudencias de 2021 y 2023 de la Suprema Corte de Justicia de la Nación (acciones de inconstitucionalidad AI 148/2017, AI 106/2018, AI 107/2018 y AI 54/2018; amparo en revisión AR 267/2023).

## Marco normativo actual
|  |  |
|  |  |

### Regulación constitucional
| Artículo | Concepto                                                                                 | Descripción |
| -------- | ---------------------------------------------------------------------------------------- | --- |
| 12.º     | Título I. Principios Constitucionales, Derechos Humanos y sus Garantías. Octavo párrafo. | En el Estado de Oaxaca se protege y garantiza el derecho a la vida. La vida es un derecho inherente a toda persona, los habitantes del Estado gozarán de todos los derechos y libertades consagradas en la Constitución Política de los Estados Unidos Mexicanos, en los tratados internacionales de los que el Estado Mexicano forma parte, esta Constitución y las leyes que de ella emanen, sin distinción alguna de su origen, raza, color, sexo, preferencia sexual, identidad de género, edad, idioma, religión, opinión política, condición o actividad social. |

### Regulación penal
| Artículo | Concepto                         | Descripción |
| -------- | -------------------------------- | --- |
| 312.º    | Definición de aborto.            | Después de la semana 12 de gestación la cual inicia después de la implantación del embrión en el endometrio. |
| 313.º    | Definición de aborto forzado.    | Interrupción del embarazo sin consentimiento de la mujer o la persona gestante en cualquier momento de la gestación. |
| 313.º    | Sanciones por aborto forzado.    | 3 a 6 años de prisión (si se emplea violencia física o moral aumenta de 6 a 10 años de prisión). Sancionado en grado de tentativa. |
| 314.º    | Sanciones por aborto específico. | Suspensión profesional de 2 a 5 años además de las mismas sanciones de cárcel del artículo anterior (personal de medicina, enfermería o matronería). Por aborto consentido después del límite legal (sanciones inválidas por sentencia AI 148/2017 de la SCJN) o por aborto forzado. |
| 315.º    | Sanciones por aborto consentido. | Gestante y colaborador: 3 a 6 meses de prisión o de 100 a 300 días de trabajo comunitario. Solo cuando es consumado y después del límite legal (sanciones inválidas por sentencia AI 148/2017 de la SCJN).                                                                           |
| 316.º    | Causales del aborto legal        | Excluyentes de responsabilidad: I imprudencial, II violación, III fecundación asistida indebida, IV peligro de muerte y daño a la salud, V alteración al producto. |
| 316.º    | Causales del aborto legal        | En la fracción II no es necesaria denuncia previa ante el Ministerio Público. Así mismo, en las IV y V sólo se necesita el juicio de una o un profesional de la medicina. |

### Regulación de salud
| Artículo       | Concepto | Descripción |
| -------------- | --- | --- |
| 29.º           | Titulo Tercero. Prestación de los Servicios de Salud. Capitulo I. Disposiciones Comunes. Párrafo V.           | La interrupción del embarazo se considera un servicio básico de salud. |
| 59.º           | Titulo Tercero. Prestación de los Servicios de Salud. Capitulo IV. Atención Materno-Infantil. Párrafo III.    | Las autoridades sanitarias deben establecer acciones de capacitación técnica sobre aborto legal al personal de partería tradicional. |
| 65.º bis       | Titulo Tercero. Prestación de los Servicios de Salud. Capítulo V Bis. Servicios de interrupción del embarazo. | Se garantizará su derecho en todas las instituciones públicas de salud. Se procederá según los supuestos de la legislación aplicable; priorizando la accesibilidad, aceptabilidad, calidad, gratuidad y la no discriminación. |
| 65.º bis       | Titulo Tercero. Prestación de los Servicios de Salud. Capítulo V Bis. Servicios de interrupción del embarazo. | Se otorgarán servicios de asesoría y orientación con personal capacitado en temas de interculturalidad y perspectiva de género así como información sobre el procedimiento que sea clara, culturalmente apropiada, oportuna, sin sesgos ideológicos o religiosos y veraz. |
| 65.º bis       | Titulo Tercero. Prestación de los Servicios de Salud. Capítulo V Bis. Servicios de interrupción del embarazo. | La solicitud para personas menores de doce años deberá hacerse ya sea por su padre, su madre, su tutor o la persona legalmente responsable de su cuidado. |
| 65.º ter       | Titulo Tercero. Prestación de los Servicios de Salud. Capítulo V Bis. Servicios de interrupción del embarazo. | Las instituciones privadas, públicas y sociales que operen en el estado deberán serguir las guías y protocolos de buenas prácticas emitidos por autoridades sanitarias internacionales y federales, priorizando el contexto sociocultural de las personas indígenas y afromexicanas. |
| 65.º ter       | Titulo Tercero. Prestación de los Servicios de Salud. Capítulo V Bis. Servicios de interrupción del embarazo. | Se deberá efectuar en un término no mayor a tres días naturales, contados a partir de la presentación de la solicitud y una vez satisfechos los requisitos. Las instituciones públicas atenderán a todas las personas sin importar si cuentan con algún otro seguro de salud público o privado. |
| 65.º quáter    | Titulo Tercero. Prestación de los Servicios de Salud. Capítulo V Bis. Servicios de interrupción del embarazo. | Deberá ser considerada como urgente y prestarse de manera inmediata cuando el embarazo sea resultado de violación o suponga un riesgo para la vida o la salud de la persona gestante. |
| 65.º quáter    | Titulo Tercero. Prestación de los Servicios de Salud. Capítulo V Bis. Servicios de interrupción del embarazo. | Las y los prestadores de servicios de salud deberán informar a las víctimas de violencia sexual sobre su derecho a denunciar los hechos, así como de la existencia de los centros de apoyo disponibles y los diferentes mecanismos para la atención, protección y reparación del daño. Se deberá facilitar y respetar la autonomía en las decisiones de la víctima e invitarla a continuar el seguimiento médico, psicológico y de trabajo social. |
| 65.º quinquies | Titulo Tercero. Prestación de los Servicios de Salud. Capítulo V Bis. Servicios de interrupción del embarazo. | La Secretaría de Salud deberá mantener un registro detallado del número de todos los abortos que se practican en el territorio del estado tanto en las clínicas como los establecimientos, ya sea fijos o móviles. También deberá signar convenios con las instituciones de salud del sector privado, para que proporcionen datos sobre los procedimientos que hayan realizado, los cuales deberán ser incorporados al registro estatal. La obtención y el manejo de la información se deberá apegar a la normatividad en materia de protección de datos personales y de información en salud. |

## Historia

### Despenalización
En enero de 2019, durante la LXIV legislatura del Congreso del Estado de Oaxaca, se ingresó para consideración el dictamen 617 para despenalizar el aborto electivo hasta el primer trimestre de embarazo a través de una reforma al Código Penal para el Estado Libre y Soberano de Oaxaca. El sufragio fue nominal por lo que se hizo registrando la identidad de las y los legisladores en las actas de sesión de ese día. Fue aprobado el 25 de septiembre del mismo año por el Pleno con 24 legisladores. Los cambios fueron finalmente publicados con el decreto número 806 en el Periódico Oficial, sin ninguna objeción por parte del gobernador Alejandro Murat Hinojosa, el día 24 de octubre para entrar en vigor un día después.
| Fecha de ingreso:                     | 9 de enero de 2019                                |
| Promotores/as:                        | Diputadas del Movimiento de Regeneración Nacional |
| Comisiones revisoras:                 | Administración y Procuración de Justicia          |
| Fecha de votación en el pleno:        | 25 de septiembre de 2019                          |
| Resultado de la votación en el pleno: | 24 a favor. 10 en contra. 7 abstenciones.         |

| Partido                              | A favor | En contra | Abstención |
| ------------------------------------ | ------- | --------- | ---------- |
| Independiente                        | 2       | -         | -          |
| Movimiento de Regeneración Nacional  | 19      | 2         | 4          |
| Partido Acción Nacional              | -       | 1         | -          |
| Partido Encuentro Solidario          | -       | 1         | 1          |
| Partido Revolucionario Institucional | -       | 4         | 2          |
| Partido del Trabajo                  | 3       | -         | -          |
| Partido Verde Ecologista de México   | -       | 2         | -          |
| Total                                | 24      | 10        | 7          |

| Artículo     | Antes de la reforma | Despues de la reforma |
| ------------ | --- | --- |
| Código Penal | | |
| 312.º        | Definición de aborto: es la muerte del producto de la concepción en cualquier momento del embarazo.                             | Definición de aborto: después de la decimosegunda semana de gestación y a partir de la implantación del embrión en el endometrio.                                                               |
| 313.º        | Sanciones al o la colaborador/a:                                                                                                | Definición y sanciones de aborto forzado: |
| 313.º        | Por aborto consentido: 1 a 5 años de prisión.                                                                                   | En cualquier momento del embarazo y sin consentimiento de la mujer o persona gestante. |
| 313.º        | Por aborto forzado: 3 a 8 años de prisión (aumenta de 6 a 10 años de prisión si hubo violencia física o moral).                 | Sancionado en grado de tentativa. 3 a 6 años de prisión (aumenta de 6 a 10 años de prisión si hubo violencia física o moral).                                                                   |
| 315.º        | Sanciones al o la gestante: 6 a 2 años de prisión cuando concurren las 3 atenuantes. 1 a 5 años de prisión cuando no concurren. | Sanciones al o la gestante y al o la colaborador/a: 3 a 6 meses de prisión y de 100 a 300 días de trabajo a favor de la comunidad. Únicamente después del límite legal y por aborto consentido. |
| 315.º        | Atenuantes por honor: | Se derogan. |
| 315.º        | I Que no tenga mala fama. | Se derogan. |
| 315.º        | II Que haya logrado ocultar su embarazo.                                                                                        | Se derogan. |
| 315.º        | III Que éste sea fruto de unión ilegítima.                                                                                      | Se derogan. |
| 316.º        | No punibilidad en: | Excluyentes de responsabilidad en: |
| 316.º        | I Imprudencial. | I Imprudencial. |
| 316.º        | II Violación (primeros 3 meses).                                                                                                | II Violación (sin límite temporal / denuncia o autorización previa del Ministerio Público). |
| 316.º        | III Peligro de muerte y daño a la salud (dos profesionales de la medicina).                                                     | III Fecundación asistida indebida. |
| 316.º        | IV Alteración al producto (dos profesionales de la medicina).                                                                   | IV Peligro de muerte y daño a la salud (un/una profesional de la medicina). |
| 316.º        | No existe | V Alteración al producto (un/una profesional de la medicina). |

### Legalización
De nueva cuenta, entre julio de 2019 y septiembre de 2020, durante la LXIV legislatura del Congreso local, se ingresaron para consideración 3 dictámenes para legalizar el aborto electivo hasta el primer trimestre de embarazo a través de una reforma a la Ley Estatal de Salud. En 2021, a manera de consenso, las tres comisiones encargadas de la revisión compilaron los diferentes proyectos en uno solo y realizaron algunas modificaciones. El sufragio fue económico lo que significa que se hizo levantando la mano cada uno de las y los legisladores sin registro de su identidad en las actas de sesión de ese día. Fue aprobado el 22 de septiembre del mismo año por el Pleno con 30 legisladores. Los cambios fueron finalmente publicados con el decreto número 2769 en el Periódico Oficial, sin ninguna objeción por parte del gobernador Alejandro Murat Hinojosa, el día 16 de octubre para entrar en vigor un día después.
| Fecha de ingreso:                     | 31 de julio de 2019. 21 de agosto de 2019. 15 de septiembre de 2020.                 |
| Promotores/as:                        | Diputadas del Movimiento de Regeneración Nacional                                    |
| Comisiones revisoras:                 | De Administración y Procuración de Justicia. De Igualdad y Género. De Salud Pública. |
| Fecha de votación en el pleno:        | 22 de septiembre de 2021                                                             |
| Resultado de la votación en el pleno: | 30 a favor.                                                                          |

| Artículo       | Antes de la reforma | Despues de la reforma |
| -------------- | --- | --- |
| Ley de Salud   | | |
| 29.º           | Servicios básicos de salud para ejercer el derecho a la protección de la salud. No existía el concepto. | Se incluye la interrupción del embarazo al párrafo V sobre salud reproductiva. |
| 59.º           | Acciones de las autoridades se salud para la atención materno-infantil. No existía el concepto. | Se incluye el aborto legal y seguro al párrafo III sobre capacitación a las parteras tradicionales. |
| 69.º           | Salud reproductiva: | Salud reproductiva: |
| 69.º           | Actividades que contemplen información y orientación educativa para los adolescentes y jóvenes. | Actividades, políticas y programas de aplicación, capacitación, educación y promoción de manera integral, intensiva y permanente sobre salud sexual, derechos reproductivos, anticoncepción, maternidad y paternidad responsables. Particularmente a adolescentes y jóvenes. |
| 69.º           | Informar a la mujer y al hombre sobre la inconveniencia del embarazo antes de los 20 años o bien después de los 35, así como la conveniencia de espaciar los embarazos y reducir su número mediante una información anticonceptiva destinada a las parejas de manera completa, correcta, eficaz y oportuna. | Informar a las personas sobre atención pregestacional, conveniencia de decidir sobre el número de embarazos, decisión de no tenerlos y factores de riesgo mediante una información anticonceptiva accesible, basada en la mejor evidencia científica disponible, completa, correcta, eficaz y oportuna.                                                                                              |
| 69.º           | Los servicios prestados constituyen un medio para el ejercicio del derecho de toda persona a decidir de manera libre, responsable e informada sobre el número y espaciamiento de los hijos, con pleno respeto a su dignidad.                                                                                | Los servicios prestados constituyen un medio para el ejercicio del derecho de toda persona a decidir de manera libre, responsable e informada sobre el número y espaciamiento de las hijas y los hijos, con pleno respeto a su dignidad y autonomía reproductiva. |
| 69.º           | No existe | Las autoridades sanitarias asegurarán que los servicios continuos, gratuitos y permanentes, incluyendo el suministro constante de todos los métodos anticonceptivos acreditados científicamente como eficaces y seguros. |
| 69.º           | No existe | Todas las acciones deberán llevarse a cabo en español o en la lengua de la región o comunidad, así como en formatos accesibles para personas con discapacidades (visual o psicosocial), de fácil lectura y traducidos a lengua de señas mexicana. |
| 63.º           | Servicios de planificación familiar. No existía el párrafo. | Se añade el párrafo XII sobre paternidad y maternidad responsables para la prevención de embarazos no planeados y no deseados. |
| 65.º bis       | No existía el capítulo. | Se autorizan los servicios de interrupción del embarazo según los supuestos de la legislación aplicable en todas las instituciones públicas de salud. Garantizarán la accesibilidad, aceptabilidad, calidad y gratuidad. |
| 65.º bis       | No existía el capítulo. | Se otorgarán servicios de asesoría y orientación con personal capacitado en interculturalidad y perspectiva de género, así como información clara, culturalmente apropiada, oportuna, sin sesgos ideológicos y veraz sobre el procedimiento. |
| 65.º bis       | No existía el capítulo. | La solicitud se realizará por medio de los padres o tutores de las y los menores de 12 años. |
| 65.º ter       | No existía el capítulo. | Los servicios en todas las instituciones de salud (públicas, privadas o sociales) se realizarán conforme a las guías y protocolos de buenas prácticas emitidos por autoridades federales e internacionales, tomando en cuenta el contexto sociocultural de las personas indígenas y afromexicanas.                                                                                                   |
| 65.º ter       | No existía el capítulo. | Los servicios deberán proporcionar en menos de 3 días a partir de la solicitud inicial y una vez satisfechos los requisitos, aún cuando las y los pacientes cuenten con algún otro servicio de salud público o privado. |
| 65.º quáter    | No existía el capítulo. | Los servicios se considerarán una urgencia médica y deberán prestarse de manera inmediata si el embarazo es resultado de una violación o cuando suponga un riesgo a la vida o la salud de la o el paciente. |
| 65.º quáter    | No existía el capítulo. | En caso de violencia sexual, los prestadores de los servicios de salud deberán informar a las víctimas sobre los centros de apoyo disponibles, su derecho a denunciar el delito y los mecanismos para la atención, protección y reparación del daño. Se deberá facilitar y respetar la autonomía en sus decisiones e invitar a continuar con el seguimiento médico, psicológico y de trabajo social. |
| 65.º quinquies | No existía el capítulo. | Se mantendrá un registro detallado sobre el número de abortos practicados en todas las clínicas u hospitales, públicos o privados, fijos o móviles. La obtención y el manejo de la información estarán apegados a la normatividad en materia de protección de datos personales. |

### Enmienda constitucional
En septiembre de 2009, la LX legislatura del congreso local aprobó una reforma al párrafo octavo del artículo 12.º de la Constitución Política del Estado Libre y Soberano de Oaxaca para dotar de personalidad jurídica plena a los productos de la gestación desde el momento de la concepción. Esta entidad fue la decimotercera en el país en admitir este tipo de preceptos surgidos de la ola antiderechos que se desató en varios congresos locales para repudiar la despenalización y legalización del aborto consentido que se dio en el entonces Distrito Federal en 2007. 
Entonces, entre enero y agosto de 2019, durante la LXIV legislatura del Congreso local, también se ingresaron para consideración 3 dictámenes para reformar aquel artículo. En ese mismo año, a manera de consenso, las tres comisiones encargadas de la revisión compilaron los diferentes proyectos en uno solo, pero esta vez, realizaron bastantes modificaciones. La propuesta se encontraba considerada en la orden del día del 25 de septiembre de 2019 (dentro de los de segunda lectura), pero su discusión y aprobación no fue posible ya que sólo se pudo abordar el de la despenalización.
Cabe recordar que el 9 de septiembre de 2021, 10 de los 11 ministros del Pleno de la SCJN ya habían declarado inconstitucional ese tipo de blindajes por medio de las acciones de inconstitucionalidad AI 106/2018 y AI 107/2018. De esta manera, aunque se analizó particularmente la Constitución Política del Estado de Sinaloa, se estableció un precedente general que debería cumplirse en todas las entidades federativas que cuenten con ese tipo de disposiciones. 
Así, en este mismo año, se retomó el tema. El sufragio fue económico lo que significa que se hizo levantando la mano cada uno de las y los legisladores sin registro de su identidad en las actas de sesión de ese día. Fue aprobado el 29 de septiembre de 2021 por el Pleno con 33 legisladores. Posteriormente, fue ratificada por la mayoría de los 570 municipios de la entidad por lo que los cambios fueron finalmente publicados con el decreto número 2797 en el Periódico Oficial, sin ninguna objeción por parte del gobernador Alejandro Murat Hinojosa, el día 23 de octubre para entrar en vigor un día después.
| Fecha de ingreso:                     | 7 de enero de 2019. 9 de abril de 2019. 8 de agosto de 2019. |
| Promotores/as:                        | Diputadas del Movimiento de Regeneración Nacional            |
| Comisiones revisoras:                 | De Estudios Constitucionales                                 |
| Fecha de votación en el pleno:        | 29 de septiembre de 2021                                     |
| Resultado de la votación en el pleno: | 33 a favor.                                                  |

La reforma, para que fuera constitucional, consistía en quitar el término "desde la fecundación" ya que la SCJN determinó a través de las acciones de inconstitucionalidad AI 106/2018 y AI 107/2018 que no se puede dotar de personalidad jurídica plena a los embriones y fetos. Aunque sí cuentan con ciertas protecciones, estas son mínimas al inicio del embarazo y van aumentando conforme al desarrollo de este. Es decir, las garantías que pudieran tener esos productos de la concepción nunca podrán desconocer o estar por encima de los derechos y libertades de las personas nacidas; las prerrogativas de los primeros nunca deben impedir que los segundos puedan ejercer las suyas. De hecho, la vida en gestación se defiende a través de la vida y bienestar de las mujeres y las personas gestantes a través de la continuidad en sus embarazos siempre que estos sean deseados: asegurando atención prenatal, proveyendo partos saludables y abatiendo la mortalidad materna (entre otros). Únicamente la Constitución Política de los Estados Unidos Mexicanos, a través del Congreso de la Unión, está autorizada a definir de manera explícita cuando inicia la vida humana y cuando alguien se considera persona con plena titularidad de los derechos humanos, sin embargo esto nunca ha sucedido.
Además, si bien en algunos tratados internacionales que México ha firmado y ratificado se habla de un "derecho a la vida" (Convención Americana sobre Derechos Humanos, Pacto Internacional de Derechos Civiles y Políticos), existen diversas acotaciones tanto del Estado mexicano (Declaración interpretativa de 1981) como de instituciones internacionales de defensa de los derechos humanos (Comisión Interamericana de Derechos Humanos con la Resolución No. 23/81 al caso 2141-"Baby Boy" y el Comité de Derechos Humanos de Naciones Unidas con la Observación General No. 6) que señalan que estos documentos no deben entenderse de manera coercitiva con prohibiciones al aborto legal y electivo que pongan en riesgo la salud y la vida de las mujeres y personas gestantes. Es más, la protección de este derecho exige que los países adopten medidas positivas sobre la interrupción del embarazo. Cada país puede establecer en su legislación que la vida iniciaría desde el momento de la concepción, pero no es una obligación hacerlo y mucho menos se puede usar esto como pretexto para vulnerar los derechos sexuales y reproductivos de la ciudadanía.
| Artículo     | Antes de la reforma | Despues de la reforma |
| ------------ | --- | --- |
| Constitución | | |
| 12.º         | En el Estado de Oaxaca se protege y garantiza el derecho a la vida. Todo ser humano desde el momento de la fecundación entra bajo la protección de la ley y se le reputa como nacido para todos los efectos legales hasta su muerte natural. Los habitantes del Estado gozarán de todos los derechos y libertades consagradas en la Constitución Política de los Estados Unidos Mexicanos, en los tratados internacionales de los que el Estado Mexicano forma parte, esta Constitución y las leyes que de ella emanen, sin distinción alguna de su origen, raza, color, sexo o preferencia sexual, edad, idioma, religión, opinión política, condición o actividad social. | En el Estado de Oaxaca se protege y garantiza el derecho a la vida. La vida es un derecho inherente a toda persona, los habitantes del Estado gozarán de todos los derechos y libertades consagradas en la Constitución Política de los Estados Unidos Mexicanos, en los tratados internacionales de los que el Estado Mexicano forma parte, esta Constitución y las leyes que de ella emanen, sin distinción alguna de su origen, raza, color, sexo, preferencia sexual, identidad de género, edad, idioma, religión, opinión política, condición o actividad social. |

## Datos

### Estadísticas
Hasta la fecha y al igual que las otras entidades, a excepción de la CDMX, tanto la secretaría de salud como los servicios de salud del estado (SSO) aún no pública, de manera accesible y constante, información sobre el número de procedimientos (totales, por año o por unidad de atención), sobre las usuarias o los usuarios (procedencia, edad, nivel educativo, estado civil, ocupación, número de hijos o semanas de gestación) o sobre el tipo de procedimiento.
Únicamente, por datos obtenidos mediante solicitudes de transparencia elaboradas por el Grupo de Información en Reproducción Elegida, se sabe que hasta enero de 2023 sólo se han realizado 543 procedimientos.

### Unidades, procedimientos y requisitos
Hasta la fecha y al igual que las otras entidades, a excepción de la CDMX, tanto la secretaría de salud como los servicios de salud del estado (SSO) aún no ha facilitado la información sobre procedimientos, requisitos o unidades de atención.
Según el Directorio de Servicios de Aborto Seguro, programa federal a cargo del Centro Nacional de Equidad de Género y Salud Reproductiva (CNEGSR), así como los SSO y la asociación civil Ipas México, existen 10 unidades (hospitales o clínicas) pertenecientes al sistema de salud local para atender los casos, los cuales son:
- Clínica de la Mujer UNEME-DEDICAM, en la colonia 1.ª Sección de Santa Rosa Panzacola de la ciudad de Oaxaca.
- Hospital General "Dr. Aurelio Valdivieso", en la colonia Reforma de la ciudad de Oaxaca.
- Centro de Salud Colonia Volcanes, en la colonia Volcanes de la ciudad de Oaxaca.
- Centro de Salud Urbano No. 1 "Dr. Manuel Martínez Soto", en la colonia Centro de la ciudad de Oaxaca.
- Centro de Salud Urbano No. 2, en la colonia Barrio de Xochimilco de la ciudad de Oaxaca.
- Hospital General "Dr. Pedro Espinoza Rueda" , en la colonia La Banda de la ciudad de Pinotepa Nacional.
- Centro de Salud con Servicios Ampliados de San Jacinto Amilpas, en la ciudad de San Jacinto Amilpas.
- Hospital Comunitario de San Pedro Tapanatepec, en la colonia Barrio las Hormigas de la ciudad de San Pedro Tapanatepec.
- Centro de Salud con Servicios Ampliados de Tlalixtac de Cabrera, en la colonia Barrio San Miguel de la ciudad de Tlalixtac de Cabrera.
- Hospital General de San Juan Bautista Tuxtepec, en la colonia Centro de la ciudad de San Juan Bautista Tuxtepec.
- Hospital Comunitario de Villa Sola de Vega, en la colonia Barrio Arriba de la ciudad de Villa Sola de Vega.

Y 2 unidades (hospitales o clínicas) del ISSSTE, los cuales son:
- Hospital Regional "Presidente Benito Juárez", ubicado en la colonia Ejido La Cantera de la ciudad de Oaxaca.
- Clínica Médico Familiar Salina Cruz, ubicado en la colonia Barrio Nuevo de la ciudad de Salina Cruz.

También se han instalado otras clínicas privadas en las principales ciudades de la entidad.
Como indica la guía federal del Lineamiento Técnico para la atención del Aborto Seguro en México (siguiendo los estándares de la Organización Mundial de la Salud), en la actualidad, el legrado uterino instrumental se considera obsoleto, nocivo y está totalmente desaconsejado. En su lugar, los protocolos federales sugieren dos abordajes para interrumpir embarazos de manera segura y de calidad, siempre y cuando se realicen bajo las condiciones médicas correctas y en un contexto de legalidad:
- Aborto farmacológico, con el uso de mifepristona y misoprostol por diferentes vías (vestibular, vaginal o sublingual) ya sea combinado (ambas sustancias) o de manera individual (misoprostol únicamente). Ambos medicamentos provocan dilatación del cérvix y contracciones uterinas que contribuyen a la expulsión de su contenido. La dosis y vía de administración del tratamiento depende de las semanas de gestación o del antecedente de cirugías uterinas previas. Se considera no invasivo por lo que no necesita de un antibiótico profiláctico (previo a la intervención). En el régimen combinado (comparado con el individual) el tiempo para la resolución del aborto es menor (en horas o días) y suele haber menos molestias posteriores. Su éxito terapéutico podría disminuir conforme aumenta la edad gestacional. Antes de la semana 10, el procedimiento puede realizarse total o parcialmente autogestionado y con una asesoría o vigilancia mínima (ya sea por prestador/a de servicios de salud o por colectiva de acompañamiento). En cambio, entre la semana 10 y 12 se requiere mayor seguimiento y vigilancia por el personal especializado. Está contraindicado en presencia de inestabilidad hemodinámica y sepsis.
- Aborto quirúrgico, a través de la succión del producto con la ayuda de instrumentación médica de operación manual o eléctrica (como cánulas, tubos o bombas). Sí precisa de antibiótico profiláctico (previo a la intervención), así como de bloqueo paracervical y analgésicos. Las molestias posteriores serían mínimas y la resolución del aborto es inmediata. También es conocido como aspiración endouterina y es la primera elección cuando hay presencia de inestabilidad hemodinámica y sepsis.

Al tratarse de procedimientos médicos, se tiene la posibilidad de presentar pequeñas molestias que pueden controlarse satisfactoriamente si se toman las medidas preventivas y se sigue fielmente las recomendaciones del personal especializado. Estas pueden ser dolor cólico y sangrado transvaginal, ligeramente mayor a lo experimentado en una menstruación. La intensidad de lo anterior disminuirá de manera progresiva, aunque podría continuar en menor cantidad y de manera esporádica durante las primeras 4 a 6 semanas. También se puede experimentar algo de fiebre en las primeras 24 horas, la cual cederá con la ingesta de antipiréticos. Así mismo, para evitar el riesgo de infección, se deberán tomar medidas de higiene vaginal y no se recomienda tener relaciones sexuales en un periodo aproximado de dos semanas.
Igualmente, existe una pequeña posibilidad, y bastante infrecuente, de experimentar algunos riesgos. De esta manera, la o el paciente deberá buscar atención médica inmediata ante los siguientes datos de alarma: ausencia de sangrado o cantidad mínima de este (sobre todo entre las primeras 4 a 6 horas posteriores ya que puede indicar fallo en el procedimiento o un embarazo ectópico), un sangrado persistente y progresivo (que empape más de dos toallas higiénicas por hora durante dos horas consecutivas), secreción fétida, debilidad, mareo, reacciones alérgicas a algún medicamento (como exantemas o edemas faciales o bucales), así como fiebre o malestar general después de las primeras 24 horas.
En el primer trimestre, los procedimientos siempre deberían ser ambulatorios, por lo que pueden realizarse en cualquier unidad de primer nivel (centros de salud o clínicas familiares). En el segundo trimestre se requeriría de atención intrahospitalaria, por lo que pueden realizarse en cualquier unidad de segundo nivel (hospitales generales o regionales).
Así mismo, el Lineamiento Técnico para la atención del Aborto Seguro en México hace hincapié en dos leyes federales fundamentales: la NOM-046-SSA2-2005 y la Ley General de Víctimas (LGV). Estas dos últimas normatividades señalan que para acceder a la Interrupción Voluntaria del Embarazo (en caso de violación) no se necesita presentar denuncia previa ante el Ministerio Público o contar con la autorización de éste. Debido al principio de buena fe, el único requisito es una solicitud por escrito bajo protesta de decir la verdad, en la que se manifiesta que dicho embarazo es producto de una violación. El personal de los servicios de salud no está obligado a verificar el dicho de las y los solicitantes. Las personas menores de 12 años requieren autorización de madre, padre, tutor o representante legal. En cambio, las y los menores de edad, pero mayores de 12 años ya no necesitan de aquel permiso (pueden tomar la decisión de manera autónoma). Finalmente, ni la LGV ni la NOM-046-SSA2-2005 establecen límites gestacionales para hacer valer el derecho al aborto cuando existe una agresión sexual. La misma SCJN ha emitido sentencias que validan todo lo anterior (amparos en revisión AR-601/2017, AR-1170/2017, AR-438/2020 y AR-438/2020; controversias constitucionales CC 53/2016 y CC 45/2016).
Finalmente y posterior a la consejería, las y los pacientes tendrían que llenar y firmar formatos sobre el consentimiento informado pues representa el principal instrumento jurídico y ético para que la persona sea dueña efectiva de sus decisiones, como corresponde a su dignidad y autonomía. A través de este documento, las personas usuarias del servicio otorgarán o no su autorización para cada uno de los procedimientos (como la modalidad de abordaje o el método anticonceptivo posterior), las posibles alternativas o los probables riesgos. Así mismo, las y los pacientes tienen el derecho y facultad de poder revocarlo si así lo quieren. En caso de personas con discapacidad transitoria o permanente, el consentimiento informado debería ser suscrito por el familiar más cercano o el tutor / representante legal. En casos extremos, cuando no exista acompañante y la persona usuaria cuenta con una discapacidad, el personal médico (previa valoración y con el acuerdo de por lo menos dos profesionales) podrían otorgar el consentimiento informado.